# TGV

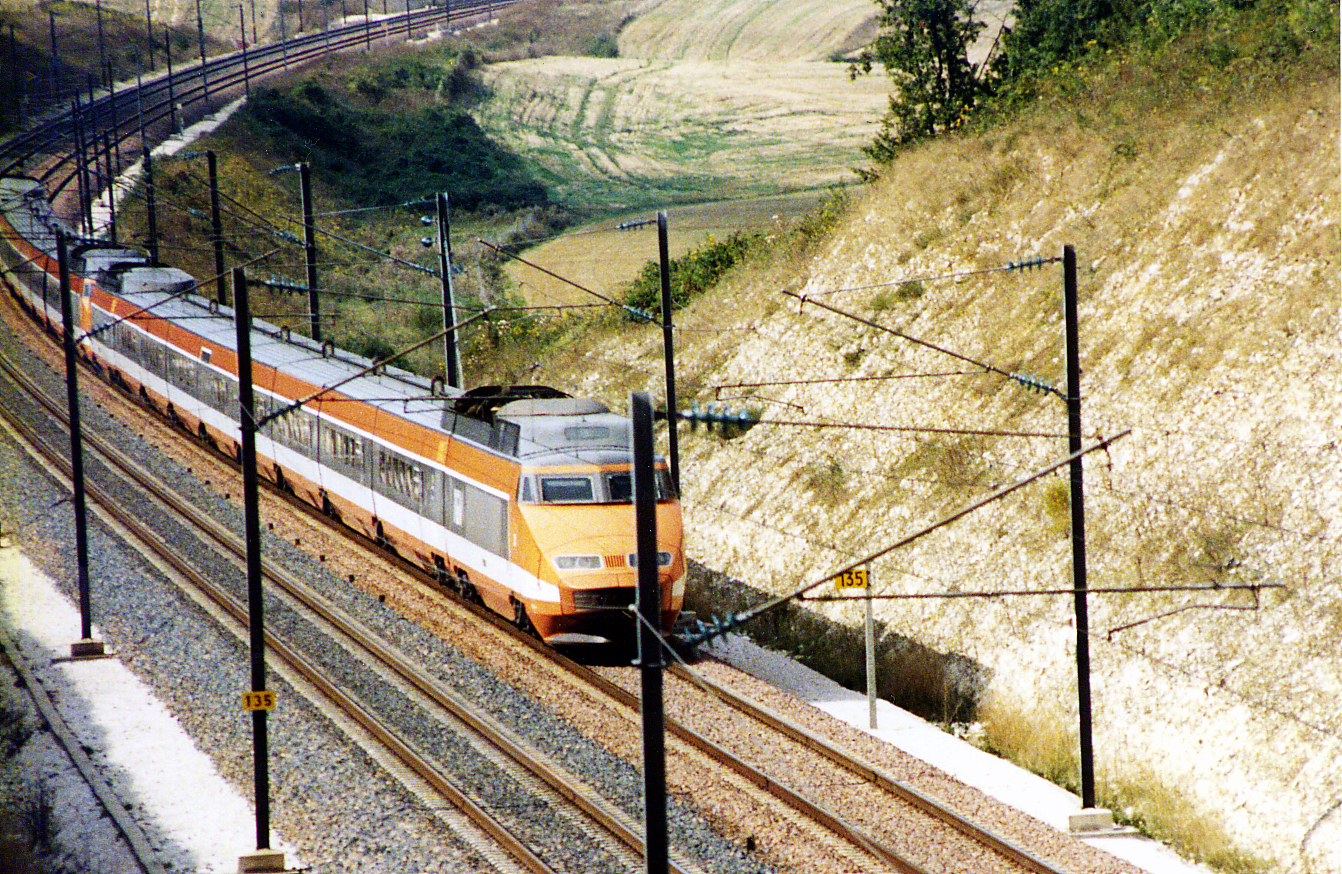
Eredeti festésű TGV 1987-ben

A TGV (franciául: „Train à Grande Vitesse”, "nagysebességű vonat"; korábban TurboTrain à Grande Vitesse) az SNCF által üzemeltetett francia távolsági nagysebességű vasúti szolgáltatás, mely a személyszállítás és a kereskedelem gyors, valamint kényelmes lebonyolításának 21. századi formája.

## Technikai jellemzői
Az SNCF 1966 és 1974 között dolgozott egy nagysebességű vasúthálózaton, és a projektet Georges Pompidou elnöknek mutatta be, aki jóváhagyta azt. Az eredetileg gázturbinákkal hajtott turbóvonatoknak tervezett TGV prototípusait az 1973-as olajválság miatt villamos motorvonatokra cserélték. 1976-ban az SNCF 87 nagysebességű vonatot rendelt az Alstomtól.
A Párizs és Lyon között 1981-ben az LGV Sud-Est (LGV a Ligne à Grande Vitesse (nagysebességű vonal) rövidítése) által indított első járatot követően a Párizsra összpontosító hálózat kibővült, és nagysebességű és hagyományos vonalak kombinációjával összekötötte Franciaország nagyvárosait (többek között Marseille-t, Lille-t, Bordeaux-t, Strasbourgot, Rennes-t és Montpellier-t), valamint a szomszédos országokat. A franciaországi TGV-hálózat évente mintegy 110 millió utast szállít.
Az SNCF Réseau által fenntartott nagysebességű pályák szigorú szabályozás alá esnek. Szembesülve azzal a ténnyel, hogy a mozdonyvezetők nem látják a pálya szélén lévő jelzéseket, amikor a vonatok elérik a teljes sebességet, a mérnökök kifejlesztették a TVM biztosítóberendezés-technológiát, amelyet később világszerte exportáltak. Ez lehetővé teszi, hogy egy vészfékező vonat másodperceken belül felszólítsa az összes következő vonatot a sebesség csökkentésére; ha a mozdonyvezető 1,5 km-en belül nem reagál, a rendszer felülírja a vezérlést és automatikusan csökkenti a vonat sebességét. A TVM biztonsági mechanizmusa lehetővé teszi, hogy az ugyanazon a vonalon közlekedő TGV-k hárompercenként induljanak.
Egy TGV tesztvonat felállította a leggyorsabb kereken guruló vonat világrekordját, 2007. április 3-án elérve az 574,8 km/h-t. A hagyományos TGV-járatok akár 320 km/h-val is közlekednek az LGV Est, az LGV Rhin-Rhône és az LGV Méditerranée vonalakon. 2007-ben a világ leggyorsabb menetrend szerinti vasúti útja 279 km/h-s átlagsebességgel történt indulástól a megállásig Gare de Champagne-Ardenne és Gare de Lorraine állomások között az LGV Est vonalon, amelyet csak a 2013-ban bejelentett 283,7 km/h átlagsebességű járat múlt felül a kínai Sicsiacsuang–Vuhan nagysebességű vasútvonal Sicsiacsuang és Csengcsou közötti szakaszán.
A TGV-t ugyanabban az időszakban tervezték, mint más, a francia kormány által támogatott technológiai projekteket, köztük az Ariane–1 rakétát és a Concorde szuperszonikus utasszállító repülőgépet; ezeket a finanszírozási programokat champion national policies (szó szerinti fordításban: nemzeti bajnok) néven ismerték. Az első nagysebességű vonal kereskedelmi sikere a déli (LGV Rhône-Alpes, LGV Méditerranée, LGV Nîmes-Montpellier), nyugati (LGV Atlantique, LGV Bretagne-Pays de la Loire, LGV Sud Europe Atlantique), északi (LGV Nord, LGV Interconnexion Est) és keleti (LGV Rhin-Rhône, LGV Est) járatok gyors fejlődéséhez vezetett. A szomszédos országok, Olaszország, Spanyolország és Németország saját nagysebességű vasúti szolgáltatásokat fejlesztettek ki.
Maga a TGV-rendszer kiterjed a szomszédos országokba, vagy közvetlenül (Olaszország, Spanyolország, Belgium, Luxemburg és Németország), vagy a Franciaországot Svájccal (Lyria), Belgiummal, Németországgal és Hollandiával (Thalys), valamint az Egyesült Királysággal (Eurostar) összekötő TGV-hez hasonló hálózatokon keresztül. A jövőben számos vonalat terveznek, beleértve a Franciaországon belüli és a környező országokba történő meghosszabbításokat is. Az olyan városok, mint Tours és Le Mans a Párizs körüli "TGV ingázóövezet" részévé váltak; a TGV a Charles de Gaulle repülőteret és a Lyon-Saint-Exupéry repülőteret is kiszolgálja. Önmagában is látogatói attrakció, megáll a párizsi Disneylandben és olyan turistavárosokban, mint Avignon és Aix-en-Provence. Brest, Chambéry, Nizza, Toulouse és Biarritz is elérhető a TGV-kkel, amelyek LGV-k és modernizált vonalak keverékén közlekednek. 2007-ben az SNCF 1,1 milliárd eurós (kb. 1,75 milliárd USD, 875 millió font) nyereséget ért el, amit nagyrészt a TGV-hálózat magasabb árrésének köszönhetett.
A TGV vonatokat a francia Alstom cég gyártja. Franciaország egyik nemzeti szimbólumaként is szolgál, és az egyik legsikeresebb nagysebességű vasútnak számít a világon a japán Sinkanszen után, megelőzve a német Intercity Express-rendszert.
A világ egyik leghíresebb nagysebességű vonalának, a Párizs és Lyon közötti TGV vonal megnyitásának 25 éves évfordulóját 2006. szeptember 22-én ünnepelték a franciák. A 25 év alatt folyamatosan bővülő francia nagysebességű vasúthálózaton a TGV szerelvények eddig összesen több mint 2 milliárd kilométert tettek meg, kezdetben 260 km/h, az új vonalakon ma már 320 km/h sebességgel száguldva. A 35 évnyi folyamatos üzemeltetési, kereskedelmi és műszaki fejlődés lehetővé tette a sebesség folyamatos emelését.

## A TGV története

### Fejlesztése

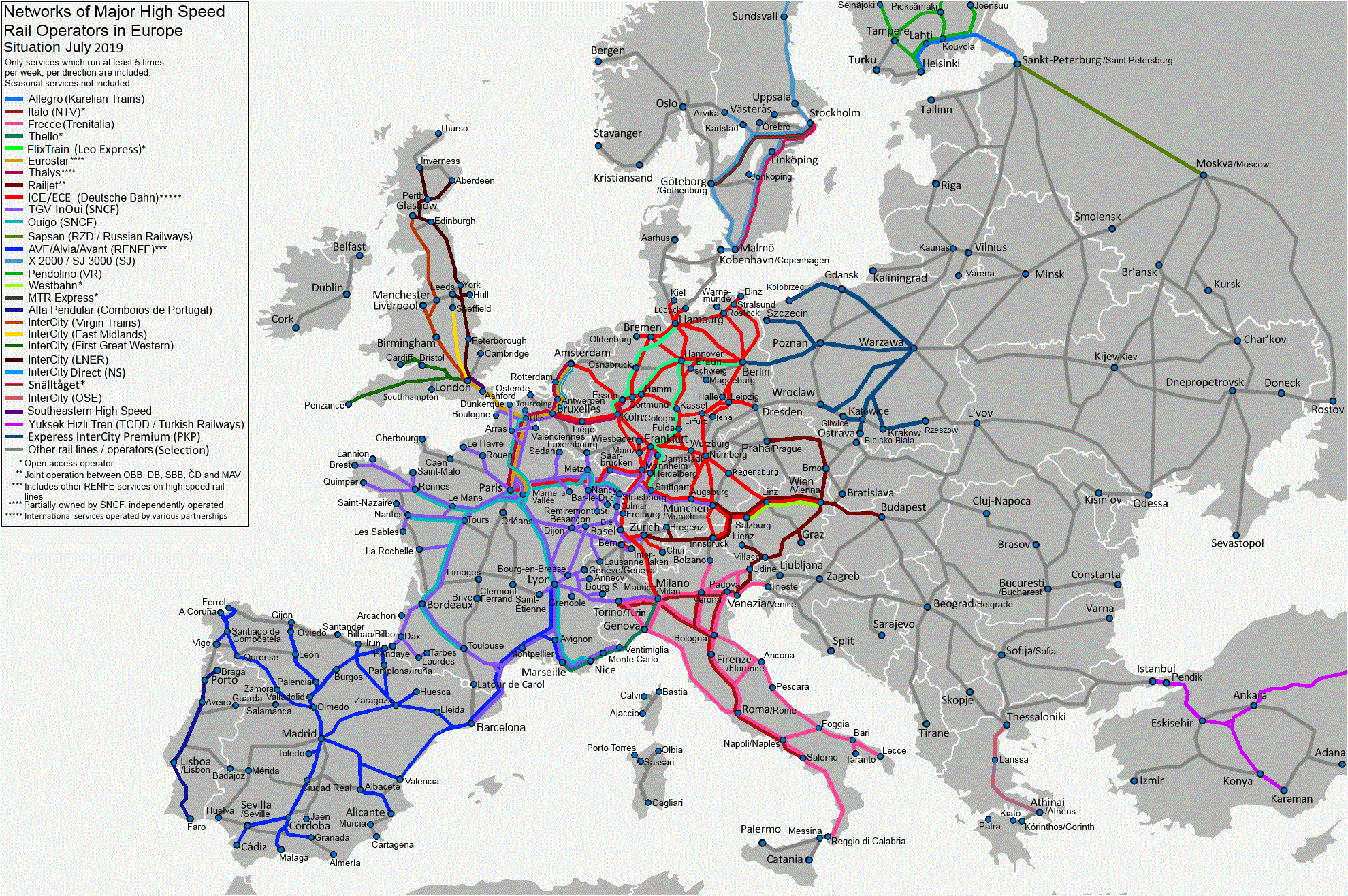
Térkép Franciaországról és a vele szomszédos országokról és a nagysebességű vasúti járatokról

A TGV megépítésének ötlete az 1960-as években merült fel, miután Japán nekilátott saját nagysebességű vonatának, a Sinkanszennek a kifejlesztéséhez. A francia kormány a légpárnás járművek, valamint a maglev-technológián alapuló vasutak (Aerotrain) kifejlesztését szorgalmazta, de a nemzeti vasúttársaság, az SNCF elkezdte vizsgálni a nagysebességű szerelvények viselkedését is a normál, már létező vonalakon.
Az első prototípus a TGV 001 volt. 1976-ban a francia kormány pénzügyi támogatásával megkezdték az első nagysebességű vonal (ligne à grande vitesse), az LGV Sud-Est építését Párizs és Lyon között. Ezen a vonalon nem csak a sebesség növelése volt a lényeg, hanem szükséges volt a meglévő vonal túlterheltségének a csökkentése is. Ez a terület ugyanis Franciaország legsűrűbben lakott része. A vonal eredeti neve LN1, azaz Ligne Nouvelle 1 (Új Vonal 1) volt.
Az eredeti tervek szerint a TGV-t, amely akkoriban a très grande vitesse ("nagyon nagy sebesség") vagy a turbine grande vitesse ("nagysebességű turbina") rövidítése volt, gázturbinák hajtották volna, amelyeket kis méretük, jó teljesítmény-tömeg arányuk és hosszú ideig tartó nagy teljesítmény leadására való képességük miatt választottak ki. Az első prototípus, a TGV 001 volt az egyetlen gázturbinás TGV: az 1973-as olajválság során bekövetkezett olajár-emelkedést követően a gázturbinák gazdaságtalannak bizonyultak, és a projekt a felsővezetékes villamos energiára váltott, amelyet az új atomerőművek termeltek.
A TGV 001 nem volt felesleges prototípus: gázturbinája csak egy volt a nagysebességű vasúti közlekedés számos új technológiája közül. Nagysebességű fékeket is tesztelt, amelyekre a nagysebességű vonat nagymennyiségű mozgási energiájának levezetéséhez volt szükség, továbbá nagysebességű aerodinamikát és jelzőberendezéseket. A vonat csuklós volt, két egymás mellett álló kocsiból állt, amelyek egy forgóvázon osztoztak, így lehetővé téve a szabad, de egymáshoz viszonyított ellenőrzött mozgást. Elérte a 318 km/h sebességet, ami továbbra is a nem villamos meghajtású vonatok sebességi világrekordja. A belső és külső kialakítását Jacques Cooper francia tervező végezte, akinek munkái a korai TGV-k terveinek alapját képezték, beleértve az első motorkocsik jellegzetes orrformáját is.
A TGV elektromos meghajtásra való átállása jelentős tervezési átalakítást igényelt. Az első villamos prototípus, becenevén Zébulon, 1974-ben készült el, és olyan funkciókat tesztelt, mint a vontatómotorok, áramszedők, felfüggesztés és fékezés újszerű karosszériarögzítése. A motorok karosszériára szerelése lehetővé tette, hogy a motorkocsi több mint 3 tonnával könnyebb legyen, és jelentősen csökkentették a rugózatlan tömeget. A prototípus a tesztek során közel 1 000 000 km-t tett meg.
1976-ban a francia kormányzat finanszírozta a TGV-projektet, és nem sokkal később megkezdődött az LGV Sud-Est, az első nagysebességű vonal (franciául: ligne à grande vitesse) építése. A vonal az LN1, Ligne Nouvelle 1 ("Új 1-es vonal") elnevezést kapta. Miután két előszériás szerelvényt (Patrick és Sophie) teszteltek és jelentősen átalakítottak, az első sorozatgyártású változat 1980. április 25-én állt forgalomba. A hivatalos TGV-szolgáltatás 1981. szeptember 27-én indult be Párizs és Lyon között. A szolgáltatás kezdetben a két francia nagyváros között ingázó üzletemberek szféráját célozta meg, és mivel lényegesebben gyorsabb volt mind a közúti, mind a légi közlekedésnél, már az első évben óriási sikert könyvelhetett el, és nem csak a célközönsége körében.
1981. szeptember 27-én utasok, rangos vasúti vezetők, újságírók, tv-stábok gyülekeztek a Paris Gare de Lyon pályaudvaron az első TGV indulására várva, amely Franciaország második legnagyobb városába, Lyonba közlekedik. Az utasoknak az első vonaton egy órát kellett várnia, hogy elérjék a Paris Sud–Est vonal déli részét, ahol akkor a világon leggyorsabban, 260 km/h sebességgel közlekedtek, ami 50 km/h sebességgel nagyobb volt, mint a nagysebességű közlekedésben úttörő japán Sinkanszen vonaté.
A TGV elindítása óriási lépés volt a nagysebességű vasút fejlődése tekintetében, mind technikailag, mind üzemeltetés szempontjából. A Sinkanszen vonatok nem tudnak az ország bármely vonalán közlekedni, mivel a japán nyomtáv 1067 mm, a Sinkanszené pedig 1435 mm. A TGV elméletileg bármely normál nyomtávolságú villamosított vonalon tud üzemelni, számos várost kiszolgálva a kijelölt nagysebességű vonalakon, és azokon túl is.
Ez tette lehetővé, hogy elterjedése gyorsabb legyen, mint az új nagysebességű vonalak építése. Franciaország 2734 km nagysebességű vonalat épített napjainkig, és további vonalak épülnek. A Rhin–Rhone-vonal első 140 kilométeres szakaszát 2011 decemberében adták át a forgalomnak, és ezzel egy időben RFF további négy vonalon építkezett. A TGV Franciaországban széltében-hosszában üzemel, és a szomszédos országokba is átjár.
A következő évtizedekben további LGV-ket nyitottak meg:
- 1989-ben az LGV Atlantique-ot Párizs és Tours között;
- 1993-ban a LGV Nord-t Párizs és Calais, valamint a belga határ között;
- 1992-ben az LGV Rhône-Alpes-ot Valence-ig;
- 2001-ben az LGV Méditerranée-t Lyon és Marseille között.
- Az LGV Est, mely Párizst köti össze Strasbourggal, hivatalosan 2007. március 15-én nyílt meg a forgalom számára. Sikerét bizonyítja, hogy működésének első hónapjában több mint egymillió utas vette igénybe. A kelet felé vezető nagysebességű vasútvonal második szakaszának kivitelezése 2010-ben kezdődött.[13]

A következő vonal a LGV Perpignan–Figueres volt, mely összekapcsolja a spanyol és francia vasúthálózatot.
A francia LGV-khez hasonlóan nagysebességű pályák épültek Belgiumban, Hollandiában és az Egyesült Királyságban is, így a Párizs, Brüsszel, Amszterdam és London közötti utazási idők jelentősen lecsökkentek, konkurenciát jelentve a hagyományos vasútnak, közúti és légi közlekedésnek.
Az 1994-ben üzembe helyezett Eurostar szerelvények az Csatorna-alagúton keresztül biztosítják a gyors összeköttetést Párizs és London között. A szerelvények az LGV Nord-ot veszik igénybe, valamint a brit HSL 1-et, mely 2007-re készült el.

### Szolgáltatások

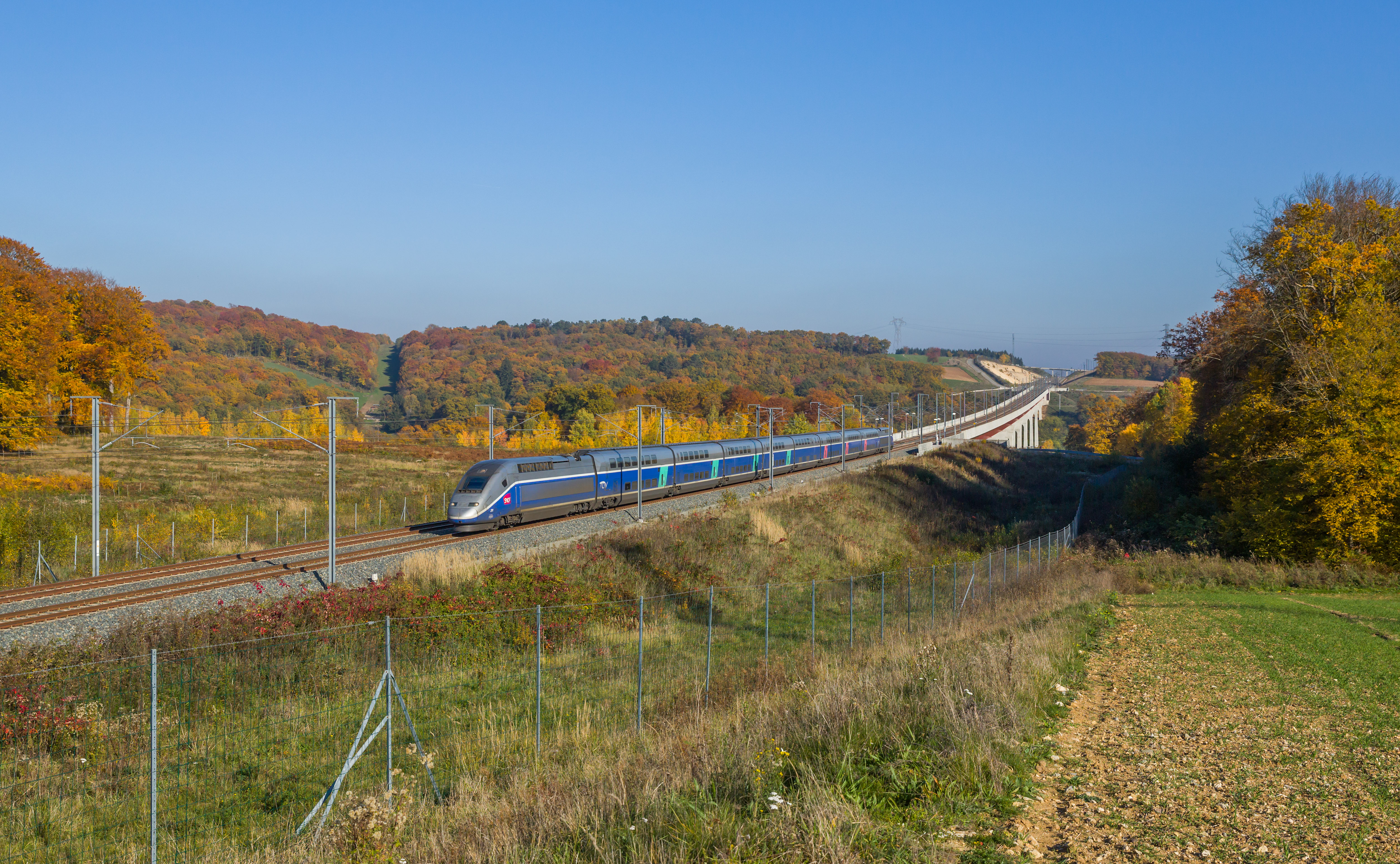
Egy TGV Duplex Héricourt-ban, Haute-Saône-ban az LGV Rhin-Rhône vonalon

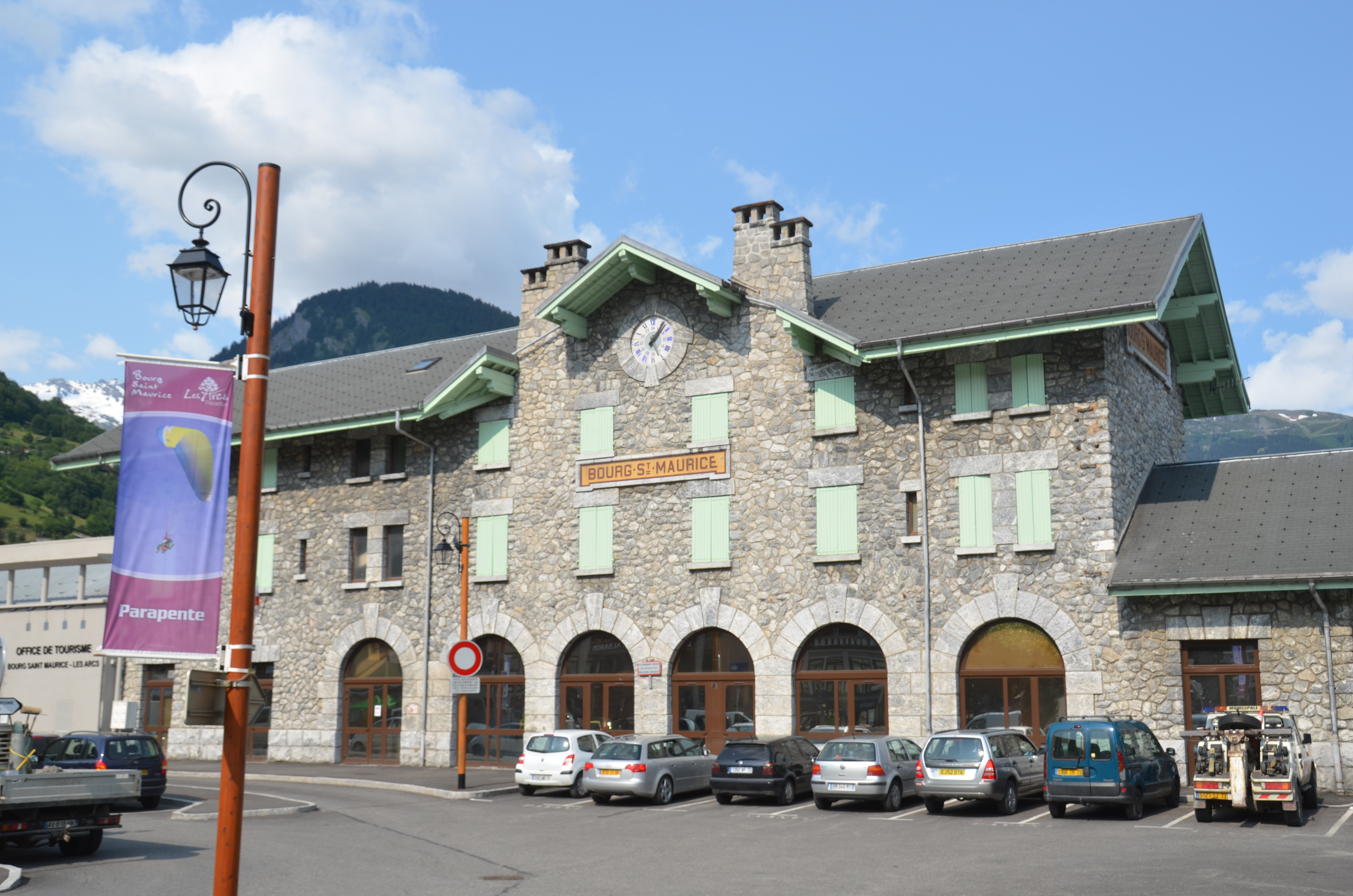
A francia Alpokban található Bourg-Saint-Maurice-ba közlekedő TGV-járat (részben klasszikus vonalakon) a téli szezonban népszerű

A TGV 1981. szeptember 27-én nyitotta meg kapuit Párizs és Lyon között. A korábbi gyorsjáratokkal ellentétben az SNCF a TGV-szolgáltatást minden utastípusnak szánta, a párhuzamos hagyományos vonalon közlekedő vonatokkal azonos kezdeti jegyárral. Annak a tévhitnek az ellensúlyozására, hogy a TGV az üzleti utazók prémium szolgáltatása lenne, az SNCF nagyszabású reklámkampányt indított, amelynek középpontjában a szolgáltatás sebessége, gyakorisága, foglalási politikája, normál ára és széles körű hozzáférhetősége állt. A demokratizált TGV-szolgáltatás iránti elkötelezettséget a Mitterrand-korszakban a "A haladás semmit sem jelent, hacsak nem osztozik rajta mindenki." szlogen fejezte ki. A TGV jelentősen gyorsabb volt (a háztól házig tartó utazási időt tekintve), mint a normál vonatok, autók vagy repülőgépek. A vonatok széles körben népszerűvé váltak, a közönség üdvözölte a gyors és praktikus utazást.
Az Eurostar szolgáltatás 1994-ben kezdte meg működését, amely a Csatorna-alagúton és az LGV Nord-on keresztül kötötte össze a kontinentális Európát Londonnal, a TGV-nek az alagútban és az Egyesült Királyságban való használatra tervezett változatával. A brit High Speed 1 vonal első szakasza 2003-ban, a második szakasz 2007 novemberében készült el. A leggyorsabb vonatoknak 2 óra 15 perc a London-Párizs és 1 óra 51 perc a London-Brüsszel közötti út. Az első, naponta kétszer közlekedő London-Amszterdam járat 2018. április 3-án közlekedett, és az út 3 óra 47 percig tartott.

## Mérföldkövek
A TGV volt a világ harmadik kereskedelmi és normál nyomtávú nagysebességű vonatjárata, a japán Sinkanszen után, amely 1964. október 1-jétől kötötte össze Tokiót és Oszakát, és a brit InterCity 125 után, amely 1976-ban állt forgalomba olyan fővonalakon, mint az East Coast Main Line.
Egy módosított TGV tesztvonat tartja a hagyományos vonatok sebességi világrekordját. 2007. április 3-án egy módosított TGV POS vonat tesztkörülmények között 574,8 km/h sebességet ért el a Párizs és Strasbourg közötti LGV Est vonalon. A vonalfeszültséget 31 kV-ra emelték. A vonat megdöntötte az 1990-es 515,3 km/h-s sebességi világrekordot, amelyet egy hasonlóan lerövidített vonat (két motorkocsi és három személykocsi) állított fel, valamint a hivatalos rekordot megelőző hetekben felállított nem hivatalos rekordokat. A teszt az Alstom kiterjedt kutatási programjának része volt.
2007-ben a TGV volt a világ leggyorsabb hagyományos menetrend szerinti vonata: egy út átlagsebessége Champagne-Ardenne állomás és Lotaringia állomás között 279,3 km/h volt. 2009. december 26-án ezt a rekordot a kínai Vuhan–Kanton nagysebességű vasútvonal felülmúlta, ahol a leggyorsabb menetrend szerinti vonat 922 km-t tett meg 312,54 km/h átlagsebességgel. Azonban 2011. július 1-jén az energiatakarékosság és az üzemeltetési költségek csökkentése érdekében a kínai nagysebességű vonatok maximális sebességét 300 km/h-ra csökkentették, de a Sicsiacsuang és Csengcsou közötti járatok a vonalon 2015-ben még mindig 283,4 km/h sebességet értek el mindkét irányban. A Peking–Sanghaj nagysebességű vasútvonalon a 350 km/h-s üzemmód 2017-es felélesztése lehetővé teszi, hogy több járat 4 óra 24 perc alatt teljesítse a Sanghaj és Peking közötti 1318 km-es utat, 299,5 km/h-s átlagsebességgel.
Egy Eurostar (TGV) vonat 2006. május 17-én megdöntötte a leghosszabb non-stop nagysebességű nemzetközi utazás rekordját, amely A Da Vinci-kód szereplőit és filmeseit szállította Londonból Cannes-ba a Cannes-i Filmfesztiválra. Az 1421 kilométeres út 7 óra 25 percig tartott 191,6 km/h átlagsebességgel.
A leggyorsabb egyes hosszú távú TGV-járatot a TGV Réseau vonata tette meg Calais-Frethun és Marseille (1067,2 km) között 3 óra 29 perc alatt 306 km/h átlagsebességgel az LGV Méditerranée 2001. május 26-i avatásán.

### Rekordok
- A nagysebességű villamos motorvonatok rekordját a francia vasút tartotta, miután 1990. május 18-án a TGVTM11 Atlantique 325-ös számú szerelvénye túlszárnyalta az ötszázas álomhatárt, és 515,3 km/h-s csúcssebességet ért el.
- Jelenleg is a TGV tartja a hagyományos kötöttpályás vasút sebességi rekordját (574,8 km/h), amit 2007. április 3-án állított fel egy TGV POS szerelvény a Párizs-Strasbourg vonalon (LGV Est).
- 2007-ben a TGV volt a világ legnagyobb sebességgel üzemelő vasútja: a Lorraine-TGV és Champagne-Ardenne-TGV állomások között 279,3 km/h-s sebességgel.
- 2006. május 17-én egy Eurostar megdöntötte a leghosszabb idejű, megállás nélküli nagysebességű utazás rekordját, amikor A Da Vinci-kód filmjének stábját 7 óra 25 perc alatt szállította el Londonból Cannes-ba (1421 km, az átlagsebesség 191,6 km/h).
- A leggyorsabb hosszútávú utazást egy TGV Réseau szerelvény tette meg Calais és Marseille közötti 1067 km-es távot 3 óra 29 perc alatt (átlagsebesség 306 km/h), az LGV Méditerranée átadása során 2001. május 26-án.
- 2003. november 28-án szállította az egymilliárdodik utasát, és ezzel a japán Sinkanszen mögött (5 milliárd utas 2000-ben) a második az utasszámot tekintve.

2007. április 3-án a V150 névre keresztelt szerelvény – január 15. óta tartó felkészülés és tesztelés után – 574,8 km/h-s világrekordot ért el, ezzel megdőlt az 1990. május 18-án, egy TGV Atlantique szerelvény által felállított 515,3 km/h-s sebességi rekord. Ez az eredmény a legjobb a hagyományos (sínen futó) vonatok között, és alig marad el a japán Maglev mágneses lebegtetésű vasúton felállított 581,2 km/h-s abszolút világrekordtól. A kísérlet igazolta, hogy a vasút versenyképes lehet a repülővel az európai nagyvárosok közötti közlekedésben – igaz, a pályahálózatot üzemeltető Réseau Ferré de France (RFF) a maximális sebességet 300 km/h-ban korlátotza; 2007. június 10-étől az újonnan átadott LGV Est vonal esetében ezt 320 km/h-ra emelték.
A TGV vonatok és társszerelvényei, a Thalys és a Eurostar Belgiumban, Németországban, Nagy-Britanniában, Hollandiában, Olaszországban és Svájcban is járnak.

## TGV szerelvények

### Forgalomból kivont szerelvények
| Szerelvény típus | Maximális sebesség                                                           | Ülőhelyek száma | Teljes hosszúság | Szélesség        | Tömeg     | Teljesítmény (25 kV-on) |
| ---------------- | ---------------------------------------------------------------------------- | --------------- | ---------------- | ---------------- | --------- | ----------------------- |
| TGV Sud-Est      | 270 km/h 168 mérföld építésének idején 300 km/h (186 mph) átépített változat | 345             | 200,2 m 657 láb  | 2,81 m (9,2 láb) | 385 tonna | 6 450 kW                |

### Forgalomban lévő szerelvények
| Szerelvény típus         | Maximális sebesség | Ülőhelyek száma | Teljes hosszúság    | Szélesség        | Tömeg         | Teljesítmény (25 kV-on) |
| ------------------------ | ------------------ | --------------- | ------------------- | ---------------- | ------------- | ----------------------- |
| TGV Atlantique           | 300 km/h (186 mph) | 485             | 237,5 m (780 láb)   | 2,90 m (9,5 láb) | 444 tonna     | 8 800 kW                |
| TGV Réseau               | 300 km/h (186 mph) | 377             | 200 m (656 láb)     | 2,90 m (9,5 láb) | 383 tonna     | 8 800 kW                |
| Eurostar Three Capitals  | 300 km/h (186 mph) | 794             | 393,7 m (1,293 láb) | 2,81 m (9,2 láb) | 752 tonna     | 12 240 kW               |
| Eurostar North of London | 300 km/h (186 mph) | 596             | 318,9 m (1,033 láb) | 2,81 m (9,2 láb) | 665 tonna     | 12 240 kW               |
| TGV Duplex               | 320 km/h (199 mph) | 512             | 200 m (656 láb)     | 2,90 m (9,5 láb) | 386 tonna     | 8 800 kW                |
| Thalys PBKA              | 300 km/h (186 mph) | 377             | 200 m (656 láb)     | 2,90 m (9,5 láb) | 385 tonna     | 8 800 kW                |
| TGV POS                  | 320 km/h (199 mph) | -               | 200 m (656 láb)     | 2,90 m (9,5 láb) | 383 tonna     | 9 600 kW                |
| AGV                      | 360 km/h           | max. 650        |                     |                  | 270-510 tonna | 6 000-12 000 kW         |
| TGV 2N2                  | 320 km/h (199 mph) |                 | 200,19 m            | 2,90 m (9,5 láb) | 385 tonna     | 9 280 kW                |

## A TGV-technológia Franciaországon kívül
A TGV-technológiát számos más ország is átvette:
- AVE (Alta Velocidad Española), Spanyolországban,.[26]
- Thalys Belgiumban, Hollandiában és Németországban,
- Korea Train Express (KTX), Dél-Koreában,[27]
- Az Eurostar British Rail 373 sorozatú motorvonatokat üzemeltet az Egyesült Királyság, Franciaország és Belgium között.
- Acela Express, az Alstom és a Bombardier által az Amerikai Egyesült Államokban a Northeast Corridor számára épített nagysebességű billenőszekrényes motorvonat. Az Acela több TGV technológiát használ, beleértve a motorokat, az elektromos/vonatvezetési rendszert (egyenirányítók, inverterek, regeneratív fékezési technológia), a teherkocsiszerkezetet és a tárcsafékeket, valamint az ütközési energiát kezelő technológiát a balesetek során fellépő szerkezeti deformációk szabályozására.[28] Az Acela billenőszekrényes, nem csuklós kocsijai azonban a Bombardier kanadai LRC vonataiból származnak, és az amerikai Szövetségi Vasúti Hatóság baleseti szabványainak megfelelően egyedi gyártásúak.[28]
- Az Avelia Liberty, az Acela Express utódja az Egyesült Államokban. Várhatóan 2023-ban áll forgalomba.
- A marokkói kormány 2 milliárd eurós szerződést kötött az Alstommal az Al-Boraq, a Tanger és Casablanca között közlekedő LGV megépítésére, amelyet 2018-ban nyitottak meg.[29]
- A Nuovo Trasporto Viaggiatori olasz nyílt hozzáférésű nagysebességű üzemeltető vállalat 25 darab 11 kocsis AGV-készlet (TGV 4. generációs, 350 km/h (217 mph) sebességgel közlekedő TGV) beszerzésére szerződött az Alstommal, amelyek 2009-től kezdődően kerülnek leszállításra.[30]

## Jövőbeli TGV-k
Az SNCF és az Alstom új technológiákat vizsgál, amelyet a nagysebességű vasúti közlekedéshez lehetne felhasználni. A TGV vonatok fejlesztését az Automotrice à grande vitesse (AGV) nagysebességű motorvonat formájában folytatják, amelynek minden kocsija alatt vontatómotorok vannak. Vizsgálatok folynak azzal a céllal, hogy a TGV-kkel azonos költséggel, azonos biztonsági előírások mellett lehessen vonatokat gyártani. A TGV-kkel azonos hosszúságú AGV-k akár 450 ülőhellyel is rendelkezhetnének. A célsebesség 360 km/óra. Az AGV prototípusát 2008. február 5-én mutatta be az Alstom.
Az olasz NTV üzemeltető az AGV első megrendelője, és az első nyílt hozzáférésű nagysebességű vasútüzemeltető lett Európában, 2011-ben kezdte meg az üzemeltetést.
A TGV-k következő generációjának tervezési folyamata 2016-ban kezdődött, amikor az SNCF és az Alstom megállapodást írt alá a szerelvények közös fejlesztéséről, amelynek céljai a beszerzési és üzemeltetési költségek csökkentése, valamint a belső kialakítás javítása.

### TGV M
A folyamat eredményeként létrejött terv a TGV M nevet kapta, és 2018 júliusában az SNCF 100 szerelvényt rendelt, amelyek szállítása várhatóan 2024-ben kezdődik. A 8 kocsis szerelvények darabja várhatóan 25 millió euróba kerülnek majd.

## A TGV elleni tiltakozások
Az LGV építése elleni első környezetvédelmi tiltakozások 1990 májusában, az LGV Méditerranée tervezési szakaszában történtek. A tüntetők egy vasúti viaduktot blokkoltak, hogy tiltakozzanak a tervezett útvonal ellen, azzal érvelve, hogy az szükségtelen, és a vonatok továbbra is használhatják a meglévő vonalakat, hogy Lyonból Marseille-be jussanak.
A Torino-Lyon nagysebességű vasútvonal (Lyon-Chambéry-Torino), amely összekötné a TGV-hálózatot az olasz TAV-hálózattal, tüntetések tárgya volt Olaszországban. Míg a legtöbb olasz politikai párt egyetért a vonal megépítésével, az építkezés helyszínéül szolgáló városok egyes lakosai hevesen ellenzik azt. A tiltakozók által felvetett aggályok középpontjában az alagútfúrás során bányászott veszélyes anyagok, mint az azbeszt és esetleg az urán, szabad ég alatt történő tárolása áll. ez az egészségügyi veszély elkerülhető lenne a radioaktív anyagok kezelésének költségesebb technikáival. Az építkezés megkezdésének hat hónapos elhalasztásáról döntöttek, hogy tanulmányozzák a megoldásokat. A lakosok aggályai mellett az RFB – egy tízéves országos mozgalom – ellenzi az olaszországi TAV nagysebességű vasúthálózat fejlesztésének egészét.
A városok és falvak közelében elhaladó TGV-k zajával kapcsolatos általános panaszok arra késztették az SNCF-et, hogy akusztikus kerítést építsen hosszan az LGV szakaszai mentén, hogy csökkentse a lakosokat érő zavaró hatást, de még mindig vannak tiltakozások ott, ahol az SNCF nem foglalkozott a kérdéssel.

## Postai szolgáltatások
A TGV-k a szokásos szolgáltatásai mellett postai kézbesítési szolgáltatásokat is végeztek.
Sok éven át az SNCF TGV La Poste nevű járat a francia posta, a La Poste számára szállította a postai küldeményeket. Ablak nélküli, de egyébként szabványos TGV gördülőállományt használt, amelyet a La Poste sárga és kék színére festettek. A szolgáltatás azonban 2015 júniusában megszűnt.

## Mobil kórházi szolgálat
A COVID-19 világjárvány idején több TGV vonatot alakítottak át mobil kórházzá, hogy a kritikus beteg betegeket a kelet-franciaországi túlterhelt kórházakból a nyugat-franciaországi kórházakba szállítsák.
Minden kocsiban legfeljebb 6 beteg szállítására volt lehetőség, ami több tucat beteg szállítását tette lehetővé, akiket 50 fős egészségügyi személyzet látott el. Bár a vonat nagy sebességgel haladt, egyenletesen gyorsult és lassult, lehetővé téve az orvosi beavatkozások elvégzését a szállítás során.

## Átnevezés
2017 júliusa óta a TGV-szolgáltatásokat fokozatosan átnevezik TGV inOui és Ouigo névre, a francia nagysebességű vasúti közlekedés-piaci verseny előtti megnyitására készülve..

### TGV inOui
A TGV inOui az SNCF prémium nagysebességű vasúti szolgáltatása. Az inOui nevet azért választották, mert a francia inouï szóra hasonlít, ami "rendkívüli" (vagy szó szerint "hallatlan").

### Ouigo
Az Ouigo az SNCF olcsó nagysebességű vasúti szolgáltatása. A vonatok nagy sűrűségű, egy kocsiosztályos konfigurációval és csökkentett fedélzeti szolgáltatásokkal rendelkeznek. A járatok hagyományosan kevésbé forgalmas másodlagos állomásokról közlekednek, néha a városközponton kívül. A márkanév szó szerinti fordítása "yes go", de a név az angol homonimával, a "we go" (mi megyünk) is összecseng.

## Útvonalak

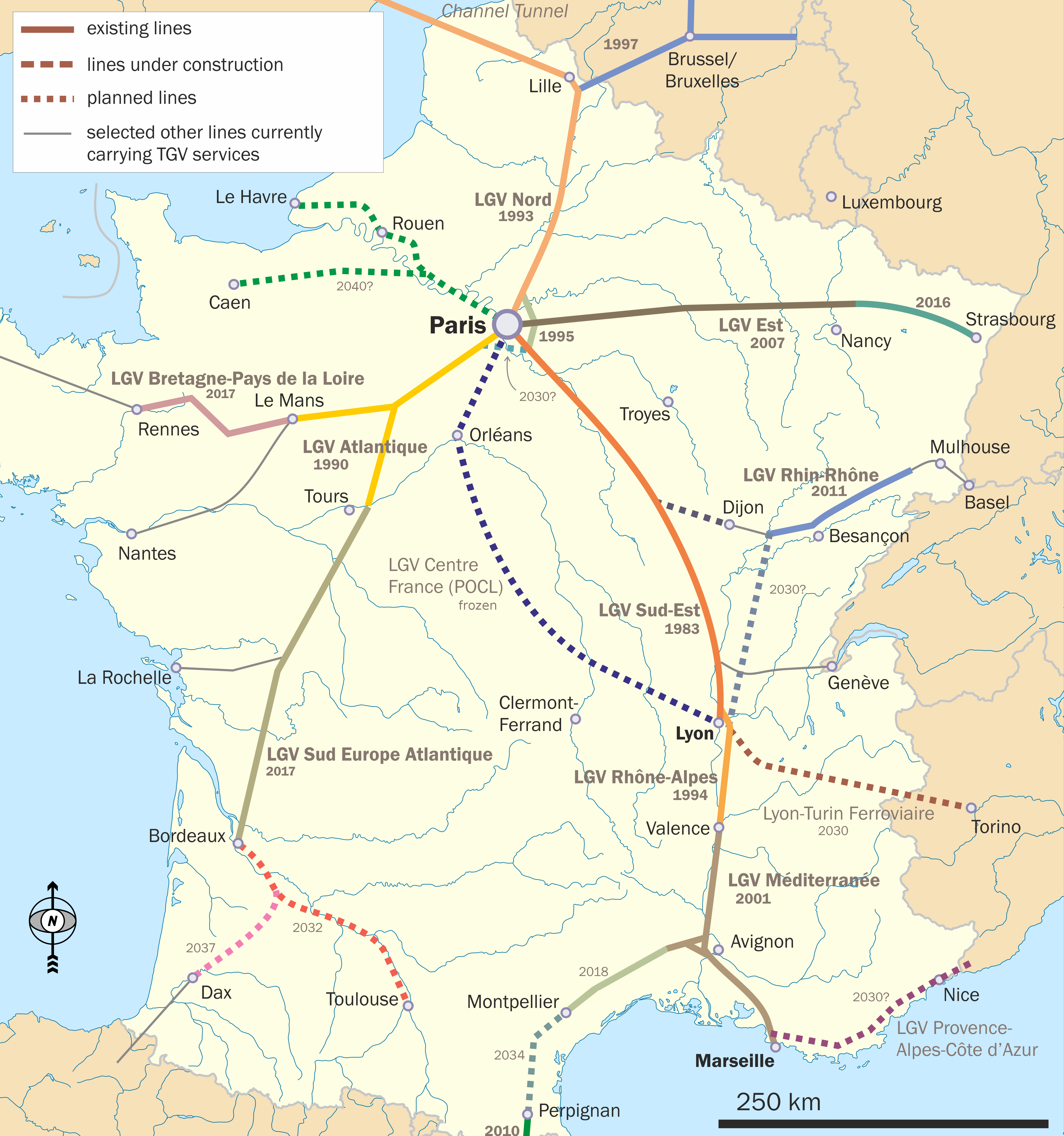
A jelenlegi és a tervezett vonalak

A TGV hálózat sugaras elrendezésű, központja Párizs, a többi, TGV fogadására alkalmas állomás listája itt olvasható.

### Főbb vonalak
- LGV Sud-Est (Paris Gare de Lyon és Lyon-Perrache között), Az első LGV (megnyitva: 1981)
- LGV Atlantique (Paris Gare Montparnasse, Tours és Le Mans között) (megnyitva: 1990)
- LGV Rhône-Alpes (Lyon és Valence között) (megnyitva: 1992)
- LGV Nord (Paris Gare du Nord és Lille, Brüsszel között és tovább Londonba, Amszterdamba (HSL-Zuid), Cologne) (megnyitva: 1993)
- LGV Interconnexion Est (az LGV Sud-Est és az LGV Nord Europe között, Párizs keleti felén) (megnyitva: 1994)
- LGV Méditerranée (az LGV Rhône-Alpes vonal meghosszabbítása: Valence és Marseille Saint Charles között) (megnyitva: 2001)
- LGV Est (Párizs Gare de l'Est és Strasbourg között, megnyitva: 2007)
- Csatorna alagúti kapcsolat, 1. szakasz (Csatorna-alagút és Észak-Kent között) (megnyitva: 2003)
- Csatorna alagúti kapcsolat, 2. szakasz (Észak-Kent és London között, megnyitva: 2007. november 14.)
- LGV Perpignan–Figueres (megnyitva: 2009)
- LGV Rhin-Rhône (Mulhouse és Dijon között) (megnyitva: 2011)
- LGV Bretagne-Pays de la Loire
- LGV Sud Europe Atlantique (Tours-Bordeaux és LGV Bretagne-Pays de la Loire Le Mans-Rennes, meghosszabbítva a LGV Atlantique-ot (Más néven: LGV Sud-Ouest))
- LGV Nîmes–Montpellier

### Tervezett vonalak
- Lyon Turin Ferroviaire (Lyon–Chambéry–Turin); csatlakozás az olasz TAV-hálózathoz
- Bordeaux–Toulouse-Narbonne
- LGV Bordeaux–spanyol határ – Vitoria és Irun
- LGV Poitiers-Limoges
- LGV Picardie (Párizs–Amiens–Calais), egy kiágazás az LGV Nord-Europe-ban lévő sarok mellett Lille-en keresztül
- LGV Normandie (Párizs–Rouen–Le Havre–Caen)
- TER-GV – regionális vonal Lille-ből – gyorsvasúti kapcsolat Lille és Maubeuge között

## Balesetek
A TGV a világ egyik legbiztonságosabb vasútja, bár eddigi rövid történetében is előfordult néhány baleset.
- 1986. március 17-én bombát helyeztek el egy Párizsból Lyonba tartó szerelvényen. A bomba felrobbant, tíz utas megsebesült.
- 1988. szeptember 23-án a Grenoble-ból Párizsba tartó szerelvény 110 km/órás sebességgel belerohant egy, a síneken álló, 80 tonnás speciális közúti szerelvénybe. A mozdonyvezető és egy utas meghalt, hatvanan megsérültek. Csak az első motorkocsi siklott ki. Az eddigi legsúlyosabb TGV-baleset tanulságait leszűrték, s a kétszintes TGV Duplexhez már ütközéskor gyűrődő energiaelnyelő zónákat is terveztek.
- 1992. december 14-én a Macon-Loché állomáson 270 km/órás sebességgel áthaladó TGV sínhiba miatt kisiklott. A 27 könnyű sérült a peronon várakozók közül került ki: a vonat kerekei alól kipattanó zúzalékkövek találták el ôket.
- 1993. december 21-én a Valenciennes-ből Párizsba tartó TGV az Haute-Picardie állomásnál a világon eddig a legnagyobb, 294 km/órás sebességgel kisiklott. Egyetlen könnyű sérült volt.
- 1995. augusztus 10-én egy szintbeli kereszteződésben ütközött a Párizsból Brestbe tartó TGV. Két könnyű sérült.
- 1997. szeptember 25-én a Párizsból Dunkerque-be tartó TGV ütközött egy aszfaltozógéppel. A balesetnek 7 könnyű sérültje volt.
- 1997. október 11-én tűz ütött ki a Lyonból Párizsba tartó szerelvény motorkocsijában. Senki sem sérült meg.
- 1997. november 19-én a Brestből Párizsba tartó szerelvény egy szintbeli kereszteződésnél ütközött egy pótkocsi-vontatóval. Hat könnyű sérült.